# Nati nel 1929/Aprile
| Questa pagina contiene informazioni ricavate automaticamente dalle voci biografiche con l'ausilio del template Bio e di un bot. L'aggiornamento è periodico e automatico e ricostruisce completamente la pagina. Se manca una persona in questa lista, sei pregato di non aggiungerla, ma accertati piuttosto che la sua voce biografica contenga il template Bio e che i dati anagrafici siano correttamente compilati. Se il template Bio manca, inseriscilo tu stesso o, in alternativa, metti l'avviso {{tmp\|Bio}} che ne segnala la mancanza. Se i dati riportati sono sbagliati, correggi direttamente la voce biografica; le modifiche saranno visibili in questa lista entro pochi giorni. Per chiarimenti vedi il progetto biografie. La lista contiene solo le 192 persone che sono citate nell'enciclopedia e per le quali è stato implementato correttamente il template Bio. Pagina aggiornata al 10 lug 2025. |

- 1º aprile - Marcel Amont, cantante e attore francese († 2023)
- 1º aprile - Barbara Bryne, attrice e cantante britannica († 2023)
- 1º aprile - Milan Kundera, scrittore, poeta e saggista cecoslovacco († 2023)
- 1º aprile - Maurice Marcelot, cestista francese († 1999)
- 1º aprile - Jackie Neilson, calciatore scozzese († 2012)
- 1º aprile - Jane Powell, attrice, cantante e ballerina statunitense († 2021)
- 1º aprile - Francesco Specchia, paroliere italiano († 2019)
- 1º aprile - Mehmet Ali Yalım, cestista turco († 1992)
- 2 aprile - Frans Andriessen, politico olandese († 2019)
- 2 aprile - Francesco Bissolotti, liutaio italiano († 2019)
- 2 aprile - Dina Boldrini, cantante e cantastorie italiana († 2018)
- 2 aprile - Savino Dalla Puppa, canottiere italiano († 2009)
- 2 aprile - Sergio Goretti, vescovo cattolico italiano († 2012)
- 2 aprile - A. James Gregor, politologo e storico statunitense († 2019)
- 2 aprile - Angelo Guglielmi, critico letterario, saggista e giornalista italiano († 2022)
- 2 aprile - Renato Mocellini, bobbista italiano († 1985)
- 2 aprile - Marcello Picone, ingegnere italiano († 2023)
- 2 aprile - Manuel Roa, calciatore cileno († 2017)
- 3 aprile - Vincenzo Balzamo, politico italiano († 1992)
- 3 aprile - Ernest Callenbach, critico cinematografico, scrittore e filosofo statunitense († 2012)
- 3 aprile - Giuseppe Cafasso, ex calciatore italiano
- 3 aprile - Klaus Hemmerle, vescovo cattolico, teologo e filosofo tedesco († 1994)
- 3 aprile - Eddie Nash, criminale statunitense († 2014)
- 3 aprile - Peter Neve, storico e architetto tedesco († 1994)
- 3 aprile - Marcel Roethlisberger, storico dell'arte svizzero († 2020)
- 3 aprile - Poul Schlüter, avvocato e politico danese († 2021)
- 4 aprile - Jimmy Adamson, calciatore e allenatore di calcio inglese († 2011)
- 4 aprile - Toimi Alatalo, fondista finlandese († 2014)
- 4 aprile - William F. Clinger, politico statunitense († 2021)
- 4 aprile - Bill Garrett, cestista e allenatore di pallacanestro statunitense († 1974)
- 4 aprile - Mike Tiddy, allenatore di calcio e calciatore inglese († 2009)
- 4 aprile - Bob Wyllie, calciatore scozzese († 1981)
- 5 aprile - Hugo Claus, scrittore, poeta e drammaturgo belga († 2008)
- 5 aprile - Ivar Giaever, fisico norvegese († 2025)
- 5 aprile - Francesco Golisano, attore italiano († 1990)
- 5 aprile - Nigel Hawthorne, attore e produttore cinematografico britannico († 2001)
- 5 aprile - Joe Meek, produttore discografico, tecnico del suono e compositore inglese († 1967)
- 5 aprile - Mahmoud Mollaghasemi, ex lottatore iraniano
- 6 aprile - Manuel Camacho, calciatore messicano († 2008)
- 6 aprile - Gianfranco Ciaurro, funzionario e politico italiano († 2000)
- 6 aprile - Willis Hall, sceneggiatore e scrittore britannico († 2005)
- 6 aprile - Joi Lansing, attrice statunitense († 1972)
- 6 aprile - Keijo Liinamaa, politico e avvocato finlandese († 1980)
- 6 aprile - Nancy Mackay, velocista canadese († 2024)
- 6 aprile - André Previn, pianista, direttore d'orchestra e compositore tedesco († 2019)
- 6 aprile - Chrīstos Sartzetakīs, politico e magistrato greco († 2022)
- 6 aprile - Art Taylor, batterista statunitense († 1995)
- 6 aprile - Aldo Turchiaro, pittore e illustratore italiano († 2023)
- 7 aprile - Jean-Claude Bercq, attore e stuntman francese († 2008)
- 7 aprile - Bob Denard, mercenario francese († 2007)
- 7 aprile - Maria Luisa Cassanmagnago Cerretti, politica italiana († 2008)
- 7 aprile - José Chiarella, allenatore di calcio peruviano († 2019)
- 7 aprile - Isa Di Marzio, attrice, doppiatrice e cantante italiana († 1997)
- 7 aprile - Joe Gallo, mafioso statunitense († 1972)
- 8 aprile - Bartolomé Bennassar, storico francese († 2018)
- 8 aprile - Walter Berry, basso-baritono austriaco († 2000)
- 8 aprile - Jacques Brel, cantautore, compositore e attore belga († 1978)
- 8 aprile - Samson Burke, ex culturista, ex lottatore e ex wrestler canadese
- 8 aprile - Renzo De Felice, storico italiano († 1996)
- 8 aprile - Hans Korte, attore e doppiatore tedesco († 2016)
- 9 aprile - Giovan Carlo Iozzelli, politico italiano († 2009)
- 9 aprile - Lúcio Lara, politico e insegnante angolano († 2016)
- 9 aprile - Harvey Lichtenstein, direttore artistico e produttore teatrale statunitense († 2017)
- 9 aprile - Paule Marshall, scrittrice statunitense († 2019)
- 9 aprile - Vittorio Occorsio, magistrato italiano († 1976)
- 9 aprile - Fiorentino Palmiotto, scacchista italiano († 2021)
- 9 aprile - Mario Vergani, ex calciatore italiano
- 10 aprile - Yōzō Aoki, calciatore giapponese († 2014)
- 10 aprile - Duje Bonačić, canottiere jugoslavo († 2020)
- 10 aprile - Mike Hawthorn, pilota automobilistico britannico († 1959)
- 10 aprile - Hanns Lothar, attore tedesco († 1967)
- 10 aprile - Milenko Novaković, ex cestista e allenatore di pallacanestro jugoslavo
- 10 aprile - Liz Sheridan, attrice statunitense († 2022)
- 10 aprile - Ann Sullivan, animatrice statunitense († 2020)
- 10 aprile - Max von Sydow, attore svedese († 2020)
- 11 aprile - Jack Betts, attore statunitense († 2025)
- 11 aprile - Mario Capelli, ex calciatore italiano
- 11 aprile - René Cornu, nuotatore francese († 1986)
- 11 aprile - Lawrence Coughlin, politico statunitense († 2001)
- 11 aprile - Hiroko Takenishi, scrittrice giapponese
- 12 aprile - Fausto Sucena Rasga Filho, cestista brasiliano († 2007)
- 13 aprile - Pablo Olmedo, allenatore di calcio e calciatore spagnolo († 1980)
- 13 aprile - Waldemar Philippi, calciatore tedesco († 1990)
- 13 aprile - Hejno Iogannović Potter, astronomo russo († 2007)
- 13 aprile - Massimo Rastrelli, presbitero italiano († 2018)
- 14 aprile - Gerry Anderson, regista, sceneggiatore e produttore televisivo britannico († 2012)
- 14 aprile - Chadli Bendjedid, politico e militare algerino († 2012)
- 14 aprile - Paavo Berglund, direttore d'orchestra e violinista finlandese († 2012)
- 14 aprile - Carlo Casati, alpinista e fondista italiano († 2007)
- 14 aprile - Michael D. Coe, archeologo, antropologo e scrittore statunitense († 2019)
- 14 aprile - Mario Moretti, drammaturgo, attore e regista teatrale italiano († 2012)
- 14 aprile - Raymond Smith, calciatore inglese († 2017)
- 14 aprile - William E. Thornton, astronauta e medico statunitense († 2021)
- 15 aprile - Aldo Bonomo, avvocato italiano († 2005)
- 15 aprile - Renato Cioni, tenore italiano († 2014)
- 15 aprile - Erik Engsmyr, calciatore norvegese († 2012)
- 15 aprile - Sergio Holguín, cestista messicano
- 15 aprile - Walter Kelly, calciatore scozzese († 1993)
- 15 aprile - Mariano Laurenti, regista e sceneggiatore italiano († 2022)
- 15 aprile - Rauni Mollberg, regista, produttore cinematografico e attore finlandese († 2007)
- 15 aprile - Pierre Pinoncelli, performance artist francese († 2021)
- 15 aprile - Luis Ribera, pentatleta argentino († 1979)
- 15 aprile - Richard Rush, regista, produttore cinematografico e sceneggiatore statunitense († 2021)
- 16 aprile - Aurelio Angonese, ex arbitro di calcio italiano
- 16 aprile - Silvano Bini, dirigente sportivo italiano
- 16 aprile - Roy Hamilton, cantante statunitense († 1969)
- 16 aprile - Nik Spatari, pittore, scultore e architetto italiano († 2020)
- 17 aprile - Mariama Bâ, scrittrice senegalese († 1981)
- 17 aprile - John Erickson, storico britannico († 2002)
- 17 aprile - Michael Forest, attore e doppiatore statunitense
- 17 aprile - Odete Lara, attrice, cantante e scrittrice brasiliana († 2015)
- 17 aprile - James Last, musicista, compositore e direttore d'orchestra tedesco († 2015)
- 17 aprile - Helen Meier, insegnante e scrittrice svizzera († 2021)
- 17 aprile - Karl-Erik Palmér, calciatore svedese († 2015)
- 17 aprile - Józef Pińkowski, politico e economista polacco († 2000)
- 18 aprile - Giancarlo Buzzi, scrittore, traduttore e dirigente d'azienda italiano († 2015)
- 18 aprile - Renato Finelli, politico italiano († 2006)
- 18 aprile - Peter Jeffrey, attore britannico († 1999)
- 18 aprile - Mario Francesco Pompedda, cardinale e arcivescovo cattolico italiano († 2006)
- 18 aprile - Mauro Simeoli, calciatore italiano († 2019)
- 18 aprile - Guglielmo Spoletini, attore italiano († 2005)
- 18 aprile - Marie Tomášová, attrice ceca († 2025)
- 19 aprile - Saul Abrantes, calciatore portoghese († 2005)
- 19 aprile - Guttorm Berge, sciatore alpino norvegese († 2004)
- 19 aprile - Eddie Crook Jr., pugile statunitense († 2005)
- 19 aprile - Jean Defraigne, politico belga († 2016)
- 19 aprile - Jiří Hledík, calciatore cecoslovacco († 2015)
- 19 aprile - Duilio Loi, pugile italiano († 2008)
- 19 aprile - Lenie van der Velde, cestista olandese († 2021)
- 20 aprile - Graziella Berti, archeologa italiana († 2013)
- 20 aprile - Domenico Corcione, generale italiano († 2020)
- 20 aprile - Emilio Giletti, pilota automobilistico italiano († 2020)
- 20 aprile - Vadim Jusov, direttore della fotografia russo († 2013)
- 21 aprile - Vittorio Centanaro, chitarrista e compositore italiano († 2011)
- 21 aprile - Giovanni Cesare Ferrara, costituzionalista e politico italiano († 2021)
- 21 aprile - Juliette Figueras, modella francese
- 21 aprile - Gisela Fischer, attrice tedesca († 2014)
- 21 aprile - Riccardo Taliano, pittore e gallerista italiano († 2012)
- 21 aprile - Velimir Valenta, canottiere jugoslavo († 2004)
- 22 aprile - Michael Atiyah, matematico britannico († 2019)
- 22 aprile - Guillermo Cabrera Infante, scrittore cubano († 2005)
- 22 aprile - Giacomo Cosmano, calciatore italiano († 2004)
- 22 aprile - Jean Desgranges, calciatore francese († 1996)
- 22 aprile - Usha Kiran, attrice indiana († 2000)
- 22 aprile - Claudine Merlin, montatrice francese († 2014)
- 22 aprile - John Nicks, ex pattinatore artistico su ghiaccio britannico
- 23 aprile - Romano Cataletto, ex hockeista su pista italiano
- 23 aprile - George Steiner, scrittore, saggista e ebraista francese († 2020)
- 23 aprile - Ron Stuart, cestista canadese († 1983)
- 24 aprile - Stanislas Curyl, calciatore francese († 2017)
- 24 aprile - Achille Cutrera, politico italiano († 2018)
- 24 aprile - André Darrigade, ex ciclista su strada e pistard francese
- 24 aprile - Vladimir Michajlov, scrittore russo († 2008)
- 24 aprile - Rajkumar, attore indiano († 2006)
- 25 aprile - Pietro Ferracin, ingegnere e politico italiano († 2009)
- 25 aprile - Georg von Hohenberg, duca austriaco († 2019)
- 25 aprile - Marcello Lotti, giocatore di biliardo italiano († 2008)
- 25 aprile - Abderrahmane Mahjoub, calciatore marocchino († 2011)
- 25 aprile - Giovanni Scognamillo, giornalista, scrittore e attore turco († 2016)
- 25 aprile - Yvette Williams, lunghista, discobola e pesista neozelandese († 2019)
- 26 aprile - Bert Cook, cestista statunitense († 1998)
- 26 aprile - Edison Denisov, compositore russo († 1996)
- 26 aprile - Louis Erlo, regista teatrale francese
- 26 aprile - Gordon Hunt, regista, doppiatore e attore statunitense († 2016)
- 26 aprile - Hans Krämer, filosofo e filologo classico tedesco († 2015)
- 26 aprile - Alexandre Lamfalussy, banchiere e economista belga († 2015)
- 26 aprile - Nikolaj Nikitovič Sljun'kov, politico sovietico († 2022)
- 27 aprile - Jacques Brunschwig, filologo e storico francese († 2010)
- 27 aprile - Kenward Elmslie, poeta, librettista e paroliere statunitense († 2022)
- 27 aprile - Michael Harner, antropologo statunitense († 2018)
- 27 aprile - Pedro Morilla Fuentes, allenatore di pallacanestro brasiliano († 1992)
- 27 aprile - Nina Romaškova, discobola sovietica († 2016)
- 27 aprile - Gilbert Sorrentino, poeta e scrittore statunitense († 2006)
- 28 aprile - Bhanu Athaiya, costumista indiana († 2020)
- 28 aprile - Eros Kara, fumettista e pittore italiano († 2011)
- 28 aprile - Evangelina Elizondo, attrice e cantante messicana († 2017)
- 28 aprile - Guðmundur Ingólfsson, nuotatore islandese († 1987)
- 28 aprile - Hans-Werner Seher, pallanuotista tedesco († 2005)
- 29 aprile - Ray Barretto, percussionista statunitense († 2006)
- 29 aprile - Piero Bernardini Marzolla, traduttore, glottologo e funzionario italiano († 2019)
- 29 aprile - Andrea Cassone, arcivescovo cattolico italiano († 2010)
- 29 aprile - Cliff Holton, calciatore inglese († 1996)
- 29 aprile - Arvo Jantunen, cestista e allenatore di pallacanestro finlandese († 2018)
- 29 aprile - Vassos Karageorghis, archeologo cipriota († 2021)
- 29 aprile - Walter Kempowski, scrittore tedesco († 2007)
- 29 aprile - Hernán Ramos, ex cestista cileno
- 29 aprile - Orlando Silva, ex cestista cileno
- 29 aprile - April Stevens, cantante statunitense († 2023)
- 29 aprile - Jeremy Thorpe, politico britannico († 2014)
- 30 aprile - Franco Coccia, politico e avvocato italiano († 2017)
- 30 aprile - Bob Knight, cestista statunitense († 2008)
- 30 aprile - Klausjürgen Wussow, attore e pittore tedesco († 2007)